# Neotheronia embolema
Neotheronia embolema är en stekelart som först beskrevs av Pierre L. G. Benoit 1964.  Neotheronia embolema ingår i släktet Neotheronia och familjen brokparasitsteklar. Inga underarter finns listade i Catalogue of Life.